# トロイヒトリンゲン - ヴュルツブルク線
トロイヒトリンケン - ヴュルツブルク線（トロイヒトリンゲン - ヴュルツブルクせん、ドイツ語: Bahnstrecke Treuchtlingen–Würzburg）はバイエルン州ミッテルフランケン地域のトロイヒトリンゲンとウンターフランケン地域のヴュルツブルクを結ぶ鉄道路線である。主な経由地はグンツェンハウゼン、アンスバッハ、シュタイナッハ、マルクトブライト、オクセンフルトである。

## 歴史

### バイエルン王立鉄道時代
この路線は三つの区間の開通を通じて形成された。
- 1859年7月1日: アンスバッハ - グンツェンハウゼン間開通[2]。
- 1864年7月1日: ヴュルツブルク - アンスバッハ間開通[3]。
- 1869年10月2日: グンツェンハウゼン - トロイヒトリンゲン間開通[4]。

アンスバッハはルートヴィヒ南北鉄道と連結されなかったので、グンツェンハウゼン方面の連結線を賃貸鉄道（Pachtbahn）の形で建設させた。この路線の運営はバイエルン王立鉄道が担当して、アンスバッハ - グンツェンハウゼン区間はノイエンマルクト - バイロイトおよびパーシング - シュターンベルク区間の後を継ぐ三番目の賃貸鉄道路線であった。
1861年に制定された鉄道建設法案によりトロイヒトリンゲン - ヴュルツブルク区間が完工されて、アンスバッハ駅は通過式駅（Durchgangsbahnhof）となった。グンツェンハウゼン - トロイヒトリンゲン区間は1869年10月2日に開通されて、「アルトミュール鉄道」の北部路線に当たる。

### ドイツ連邦鉄道時代
この路線の電化は1965年3月15日完了した。1978年社会実現プロジェクトの一環として、総計15所の乗降場が廃止された。バス路線が廃止駅の区間を結ぶ機能を果たすこととなった。1993年には貨物の取り扱いが多くの駅で中止された。

### ドイツ鉄道時代
2016年7月18日にオクセンフルト - ヴュルツブルク区間で走行中の普通列車で、アフガニスタン出身の難民が斧と刃物で乗客を襲う事件が発生した。この事件で四人が重傷を、一人が軽傷を負って、犯人は居所であるヴュルツブルク市ハイディングスフェルト町で特殊急襲部隊により射殺された。
2018年に新しいプラットフォームがオーバーダッハシュテッテン駅とウフェンハイム駅に、電子式信号扱い技術の改良過程で設置された。ハイディングスフェルト東駅は1980年代以後廃止されていたが、2022年12月に営業は再開された。同時に私設鉄道のゴー・アヘッド社（Go Ahead Bayern）がアウクスブルク電車路線網（E-Netz Augsburg）の一部として中距離列車の運営を担当することとなった。

## 運行形態

### 遠距離輸送
この路線は過去にはドイツ南北の遠距離輸送に重要な路線で、ニュルンベルク経由の場合よりも時間的に有利であった。ICE列車はヴュルツブルク中央駅を出発すると、アンスバッハ駅で停車しアウクスブルクの方面に走行する。
- ICE 25: ハンブルク・アルトナー/ベレーメン - ハノーファー - ゲーティンゲン - カッセル・ヴィルヘルムスホェーエ - フルダ - ヴュルツブルク - アンスバッハ - トロイヒトリンゲン - アウクスブルク - ミュンヘン。一日2往復。
- IC 26: ハノーファー - ゲーティンゲン - カッセル・ヴィルヘルムスホェーエ - フルダ - ヴュルツブルク - シュタイナッハ（ローテンブルク近郊） - アンスバッハ - トロイヒトリンゲン - アウクスブルク - ベルヒテスガーデン/オーバーストドルフ。一日一往復。

### 地域輸送
地域輸送の部門にこの路線は2022年12月までDBレギオのヴュルツブルク電車路線網に属したが、ゴー・アヘッド鉄道が地域輸送系統を引き受けた。トロイヒトリンゲン - ウフェンハイム区間の運賃制はニュルンベルク広域運輸連合（Verkehrsverbund Großraum Nürnberg, VGN）により管理されている。マルクトブライト - ヴュルツブルク区間はマイン＝フランケン近郊交通（Nahvehrkehr Main-franken, NVM）の運賃が適用される区域である。
- 快速列車（RE 80）; （ミュンヘン - メーリング - アウクスブルク - ドナウヴェルト -）トロイヒトリンゲン - グンツェンハウゼン - ムール・アム・ゼー - トリースドルフ - アンスバッハ - オーバーダッハシュテッテン - ブルクベルンハイム・ヴィルトバート - シュタイナウ（ローテンブルク近郊）- ウフェンハイム - マルクトブライト - オクセンフルト - ヴィンターハウゼン - ハイディングスフェルト東駅 - ヴュルツブルク南駅 - ヴュルツブルク。60分間隔。ÖBB系列アルヴェリオ運営。使用車両はデジロHCあるいはミレオ。
- 普通列車（RB 80）; マルクトブライト - オクセンフルト - ヴィンターハウゼン - ハイディングスフェルト東駅 - ヴュルツブルク南駅 - ヴュルツブルク。通勤時間および午後昼時間帯運行[10]。使用車両は425形電車あるいは440形電車。